# Terror en la Ciudad de Nueva York
Terror en la Ciudad de Nueva York es el cuarto episodio de la primera temporada de los Thunderbirds, serie de televisión de Gerry Anderson para Supermarionation fue el 13.º episodio producido. El episodio salió al aire primero en ATV Midlands el 21 de octubre de 1965. Fue escrito por Alan Fennell y dirigido por David Elliott y David Lane.

## Sinopsis
Un esfuerzo por mover el Empire State acaba en desastre cuando este se derrumba, dejando atrapados bajo tierra a un reportero y su operador de cámara. Con el Thunderbird 2 fuera de servicio debido a un ataque accidental de la Armada, ¿cómo transportará Gordon el Thunderbird 4 hasta Nueva York para navegar un río subterráneo y salvar a los hombres antes de que su refugio quede completamente inundado?

## Argumento
Un incendio está avivándose con aceite en un desierto. Mientras Scott observa desde el Mando Móvil, a Virgil, tripulando la Luciérnaga, maneja a través del espeso humo y fuego y envía una bomba de nitroglicerina hacia las llamas. El fuego se extingue al instante.
Mientras Virgil regresa a la Luciérnaga a la Vaina del Thunderbird 2, el reportero, Ned Cook, se queda mirando y se queja de la negativa de Rescate Internacional para permitirle fotografiar las naves de los Thunderbird. Pidiendo a su operador cinematográfico, Joe, operar la cámara montada en el techo de su camioneta, él maneja el vehículo para cubrir el despegue del Thunderbird 1. Scott es alertado por el detector automático de cámaras y electromagnéticamente borra la película. Él explica su retraso a Virgil en Thunderbird 2 y los hermanos empieza la jornada de regreso a la Isla Tracy.
Volando sobre el océano, Virgil descubre una nave de rápido movimiento y Scott asume que es el Sentinel, el nuevo barco de la marina estadounidense. Virgil informa a Scott que él está cambiando su curso para evitar ser rastreado. El comandante del Sentinel, sin embargo, piensa que el Thunderbird 2 se está dirigiendo hacia Nueva York y que ningún avión debe estar en el área, juzga a la nave como hostil y ordena un ataque inmediato con proyectiles superficie-aire. Virgil evade el primer par de cohetes, pero la próxima ronda explota directamente bajo el Thunderbird 2. Como la nave, ahora está incendiándose, está cayendo hacia el océano, Jeff revela su identidad a Washington y el gobierno ordena al Comandante del Sentinel abortar los dos proyectiles finales. Virgil recobra la conciencia justo a tiempo de impedir que el Thunderbird 2 se estrelle, evitando chocar en el mar.
En la Isla Tracy, Jeff dirige a Alan y Gordon para preparar el equipo de la lucha contra incendios en la pista de aterrizaje del Thunderbird 2. Brains está seguro de que la nave alcanzará la base con tal de que el reactor principal no haya sido dañado, pero los instrumentos del Thunderbird 2 han sido estropeados y Virgil no puede determinar su estado. Jeff entra en el cuarto de mando de aterrizaje mientras Alan y Gordon levantan varias torres con mangueras a los lados de la pista de aterrizaje. Sin embargo, cuando el Thunderbird 2 aterriza, sus ruedas se destruyen y la nave sale de control. Alan y Gordon disparan espuma de las mangueras para extinguir las llamas y los controles explotan de nuevo y Virgil se desmaya. Después, Virgil despierta en la cama donde Jeff le dice que el Thunderbird 2 estará fuera de servicio durante varias semanas mientras Brains y Tin-Tin instalan varios nuevos componentes pedidos de diferentes compañías constructoras de aviones.
Algún tiempo después, Ned Cook está organizando un noticiero de Televisión informando un esfuerzo por mover el Edificio Empire State para preparar el terreno para el movimiento con el redevelopment. El equipo de Rescate Internacional lo está viendo desde la Isla Tracy, Ned explica que ha tomado 12 años para alcanzar el punto dónde el edificio se ha levantado con las sotas hidráulicas y unas barras se deslizaron por debajo. Cuando un caballete empieza a tirar el edificio a lo largo de las barras, Ned apenas puede contener su emoción. Sin embargo, crujidos empiezan a aparecer en la tierra y la maquinaria se detiene. La policía le pide a Ned y operador cinematográfico Joe que salgan del sitio, pero un apaciguamiento de la tierra súbito causa que la tierra se resbale y los dos hombres caen en una grieta. Aunque sólo se lastiman ligeramente Ned y Joe, el Edificio Empire State está a un lado y cae encima de ellos.
El Rescate internacional está mirando fijamente la transmisión hasta que la voz de Ned viene al aire y gracias a la ayuda de un micrófono, Ned describe cómo puede oír agua que gotea en su caverna y Brains deduce que los hombres deben estar cerca de un río subterráneo que podría haber causado el derrumbe del Edificio Empire State. Se da cuenta de que Ned y Joe se ahogarán, Gordon decide pilotar el Thunderbird 4 toda marcha hacia Nueva York con el Thunderbird 2 fuera de servicio, pero su plan es tomado por Jeff como arriesgado y poco práctico. Virgil sugiere que el Sentinel podría transportar al Thunderbird 4 a la zona de peligro y Jeff avisa Washington para pedir permiso. Scott sale en el Thunderbird 1 y Gordon sale en el Thunderbird 4 hasta el final de la pista de aterrizaje del Thunderbird 2.
En Nueva York, la policía ha preparado un mando en el sitio y ha taladrado un agujero en la caverna para llevar comestibles. Sin embargo, el agua dentro de la caverna donde están Ned y Joe está subiendo. El Thunderbird 4 es recogido por el Sentinel, pero incluso a la máxima velocidad, Gordon tardara unas 24 horas en llegar.
Al aterrizar en la zona de peligro, Scott es aconsejado por Jeff para entregarles a Ned y Joe tanques de oxígeno para mantenerlos vivos hasta que el Thunderbird 4 llegue. Con dos horas para la llegada de Gordon, el agua llega a los cuellos de los hombres. Son obligados a ponerse sus máscaras y sus tanques sólo tienen un suministro de dos horas de aire. Cuando les quedan veinte minutos. Gordon llega en el Thunderbird 4 bajo Nueva York y posteriormente localiza la entrada al río subterráneo. Sabiendo que tiempo es corto, Scott insta a Ned y a Joe que ayuden nadando al río para encontrar a Gordon.
La policía informa a Scott que el Edificio de Finanzas Fulmer también está a punto de derrumbarse en las cercanías. Se da cuenta de que una corriente de golpe sería fatal al reportero y su operador cinematográfico, Scott advierte a Gordon que él tiene dos y medio minutos. Ned por fin descubre las luces del Thunderbird 4 y ayuda a Joe para entrar en la esclusa de aire del submarino con sus tanques casi agotados. El Edificio de Finanzas Fulmer cae hacia los restos del Empire State. Scott y las patrullas salen antes del derrumbe, mientras el Thunderbird 4 es lanzado hacia el lecho marino.
En la última edición de su programa semanal, Ned, recuperándose de su accidente en una silla de ruedas, da las gracias a Rescate Internacional por salvar su vida y la de su operador cinematográfico. Alabando el trabajo de la organización, él no nota que la mayoría del equipo se sienta en la fila de atrás.

## Reparto

### Reparto de voz regular
- Jeff Tracy — Peter Dyneley
- Scott Tracy — Shane Rimmer
- Virgil Tracy — David Holliday
- Alan Tracy — Matt Zimmerman
- Gordon Tracy — David Graham
- Grandma Tracy — Christine Finn
- Brains — David Graham
- Tin-Tin Kyrano — Christine Finn
- Kyrano — David Graham

### Reparto de voz invitado
- Ned Cook — Matt Zimmerman
- Joe — David Graham
- Comandante del Sentinel — Ray Barrett
- Primer Oficial Clayton — David Graham
- Escáneres — Shane Rimmer
- Washington — Shane Rimmer
- Presentador — Ray Barrett
- 1.er Policía — Ray Barrett
- ¨2.º Policía — David Graham
- Patrulla Polisiaca — David Graham
- Locutor — David Graham
- presentador del programa de TV — Ray Barrett

## Equipo principal
Los vehículos y equipos vistos en el episodio son:
- Thunderbird 1
- Thunderbird 2 (llevando la Vaina 6)
- Thunderbird 4
- Firefly
- USN Sentinel

## Errores
- La parte de atrás de la cabeza de Joe se desprende cuando él y Ned caen en la caverna.
- Cuando el Thunderbird 4 es golpeado por el derrumbe del edificio de Finanzas Fulmer, las gotas de agua abajo del vidrio del tanque delgado puesto delante del modelo.
- En el Show de Ned Cook, el títere del Dr Godber (de "Los Peligros de Penelope") se sienta inicialmente cerca del escenario, pero entonces aparece delante de Jeff cerca de la parte de atrás.